# Iwan Alexandrowitsch Terskow
Iwan Alexandrowitsch Terskow (russisch Иван Александрович Терсков; * 11. September 1918 im Dorf Janowo bei Krasnojarsk; † 24. Februar 1989 in Krasnojarsk) war ein russischer Biophysiker und Hochschullehrer.

## Leben
Terskows Vater Alexander Nikolajewitsch Terskow stammte aus einer Bauernfamilie und war Kapitän der Jenissei-Schiffahrtsgesellschaft. Terskow begann 1934 das Studium am Krasnojarsker Bau- und Montage-Technikum. 1935 wurde er Student des Krasnojarsker Pädagogischen Instituts, an dessen physikalisch-mathematischer Fakultät er 1939 das Studium mit Auszeichnung abschloss.
Im November 1939 wurde Terskow zur Roten Armee eingezogen und absolvierte die Ausbildung zum Tankisten. Zu Beginn des Deutsch-Sowjetischen Krieges kommandierte er einen Zug des 95. Panzerregiments der Zentralfront. 1941 geriet er verwundet in Gefangenschaft, aus der er flüchten konnte. Darauf kämpfte er als Kommandeur eines Zuges des 21. Sturmbataillons (1. Baltische Front). 1944 wurde er erneut verwundet, so dass er nach der Heilung im Juli 1945 als Invalide II. Gruppe (mit 1 Lunge) demobilisiert wurde.
1945 wurde Terskow Assistent am Lehrstuhl für Physik des Krasnojarsker Medizinischen Instituts. 1949 organisierte er in Krasnojarsk mit Iossif Issajewitsch Gitelson biophysikalische Forschungen. Terskow entwickelte ein selbstregulierendes photoelektrisches Spektrophotometer und die Erythrogramm-Methode zur Charakterisierung der Erythrozytenpopulation. Auch entwickelte er ein Erythrohämometer. 1952 verteidigte er seine Kandidat-Dissertation über sein Spektrophotometer und die Anwendung zur Blutanalyse für die Promotion zum Kandidaten der physikalisch-mathematischen Wissenschaften. Darauf wurde er Leiter des Lehrstuhls für Physik des Krasnojarsker Medizinischen Instituts.
1956 wurde Terskow Leiter des Laboratoriums für Biophysik des neuen Instituts für Physik der Sibirischen Abteilung (SO) der Akademie der Wissenschaften der UdSSR (AN-SSSR, seit 1991 Russische Akademie der Wissenschaften (RAN)) in Krasnojarsk und dazu 1957 Leiter der Abteilung für Biophysik. Der Institutsdirektor Leonid Wassiljewitsch Kirenski war Terskows wissenschaftlicher Lehrer. 1958 verteidigte Terskow seine Doktor-Dissertation über die spektrophotometrische Untersuchung grobdisperser Farbteilchen biologischen Ursprungs für die Promotion zum Doktor der biologischen Wissenschaften. Seine Untersuchungen des Erythrozytensystems führten zu einer quantitativen Beschreibung der Systemreaktionen auf äußere Einflüsse.
1968 wurde Terskow zum Korrespondierenden Mitglied der AN-SSSR gewählt, und er wurde Vizedirektor des Instituts für Physik. 1969 wurde er Direktor des Instituts für Physik und Leiter des neuen Lehrstuhls für Biophysik der Staatlichen Universität Krasnojarsk. 1981 wurde er zum Vollmitglied der AN-SSSR gewählt, und er wurde Direktor des neuen Instituts für Biophysik der SO der AN-SSSR. Er untersuchte die Bedingungen für die Kontrolle von Mikro- und Makroorganismenpopulationen, um komplexe Ökosysteme bis hin zu geschlossenen Ökosystemen experimentell realisieren zu können. Er entwickelte eine mathematische Wachstumstheorie. Zu Terkows Schülern gehörten Jewgeni Alexandrowitsch Waganow und Andrei Georgijewitsch Degermendschi.
Terskow wurde in Moskau auf dem Kunzewoer Friedhof begraben.

## Ehrungen, Preise
- Orden des Vaterländischen Krieges I. Klasse (1985)[8][9]
- Orden des Roten Sterns (1968)[2]
- Orden des Roten Banners der Arbeit (1975)
- Orden der Oktoberrevolution (1978)[2]
- 1. Preis des Wettbewerbs der Fundamentalarbeiten der Institute der SO der AN-SSSR (1984)[2]

## Weblink
- Ivan Terskow. In: ibp.ru. (russisch).